# هورست-اولریش هنل
هورست-اولریش هنل (آلمانی: Horst-Ulrich Hänel؛ زادهٔ ۳ ژوئن ۱۹۵۷) بازیکن هاکی روی چمن اهل آلمان است.
وی در مسابقات کشوری و بین‌المللی در مجموع برندهٔ ۲ مدال نقره شده‌است.